# Juigné-sur-Sarthe
Juigné-sur-Sarthe è un comune francese di 1 218 abitanti situato nel dipartimento della Sarthe nella regione dei Paesi della Loira.

## Società

### Evoluzione demografica
Abitanti censiti